# بين فيرينغا
برنارد لوكاس فيرينغا (بالهولندية: Bernard Lucas Feringa) هو كيميائي عضوي هولندي ولد في يوم 18 مايو 1951 في قرية بيرجر كامباسكوم في هولندا تخصص في تكنولوجيا النانو والتحفيز المتجانس والفيزياء الجزيئية في جامعة خرونينغن.

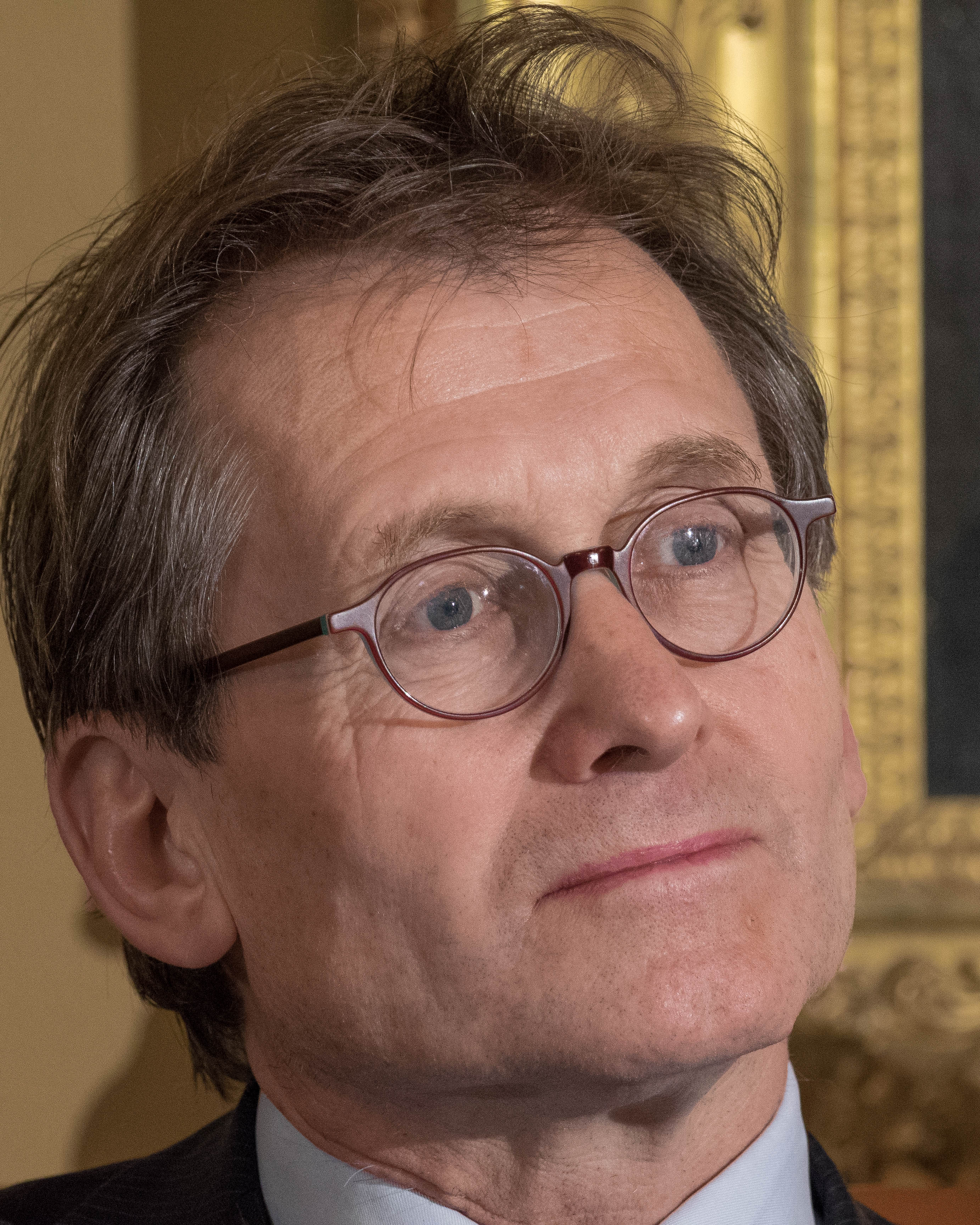
فيرينجا في مؤتمر نوبل الصحفي في ستوكهولم ، السويد ، ديسمبر 2016

في سنة 2016 فاز بجائزة نوبل للكيمياء مع كل من الفرنسي جان بيري سوفيج وفريزر ستودارت نتيجة أبحاثهم في الآلات الجزيئية.